# 泰和 (金)
泰和（たいわ）は、金の章宗の治世で用いられた元号。1201年 - 1209年。
- 承安5年12月1日:翌年より踰年改元の詔が下る。
- 泰和9年正月27日:衛紹王の即位により「大安」と即日改元。

## 西暦・干支との対照表
| 泰和 | 元年   | 2年    | 3年    | 4年    | 5年    | 6年    | 7年    | 8年    | 9年    |
| 西暦 | 1201年 | 1202年 | 1203年 | 1204年 | 1205年 | 1206年 | 1207年 | 1208年 | 1209年 |
| 干支 | 辛酉   | 壬戌   | 癸亥   | 甲子   | 乙丑   | 丙寅   | 丁卯   | 戊辰   | 己巳   |